# Masaru Ibuka
Masaru Ibuka (井深大, Ibuka Masaru) (Nikko, 11 april 1908 - Tokio, 19 december 1997) was een Japans elektronicaindustrieel. Hij vond onder meer de walkman uit.

## Biografie
Ibuka studeerde in 1933 af aan de Waseda-universiteit en was daarna werkzaam in een fotochemisch laboratorium. Tijdens de Tweede Wereldoorlog diende Ibuka in de Japanse Keizerlijke Marine, waar hij zijn latere zakenpartner Akio Morita ontmoette. Na de oorlog startte Ibuka een reparatiewinkel voor radio's in Nihonbashi, Tokio.
Morita wilde in 1946 samen een bedrijf starten met Ibuka. Het kreeg de naam Tokyo Tsushin Kogyo Kabushiki Kaisha (Tokio Telecommunicatie en Techniekbedrijf). Ondertussen wist Ibuka de licentierechten van Bell Labs te verkrijgen voor het gebruik van transistortechnologie, wat een belangrijke stap bleek voor de verdere ontwikkeling van de producten.
In 1958 werd de firma hernoemd naar Sony, afkomstig van het Latijnse sonus voor geluid, en sonny, een in die tijd populaire Amerikaanse uitdrukking. Ibuka diende van 1950 tot 1971 als president van Sony. Vervolgens werd hij tot 1976 voorzitter.
Ibuka overleed op 89-jarige leeftijd.

## Eerbetoon
- 1960: De Eremedaille met het blauwe lint
- 1978: Grootkruis in de Orde van de Heilige Schatten van Japan.
- 1986: Grootkruis in de Orde van de Rijzende Zon
- 1986: Commandeur der Eerste Klasse in de Orde van de Poolster